# Heinrich Wiesner
Heinrich Wiesner (* 1. Juli 1925 in Zeglingen im Kanton Basel-Landschaft; † 27. Februar 2019 in Reinach im Kanton Basel-Landschaft) war ein Schweizer Schriftsteller.

## Leben
Heinrich Wiesner, Sohn eines Bauern, ließ sich  in Schiers zum Primarlehrer ausbilden. Von 1945 bis 1947 arbeitete er als Lehrer für sogenannte „schwererziehbare Kinder“ in Liestal, dann bis 1981 als Lehrer in Augst und Reinach. 1981 zog er nach Reinach und war als freier Schriftsteller tätig. Er war seit 1962 verheiratet und hatte eine 1967 geborene Tochter.
Seine erste Buchveröffentlichung war 1951 der Lyrikband Der innere Wanderer. Wiesner trat besonders mit seinen Kurz- und „Kürzestgeschichten“ hervor. Ab 1987 verfasste er auch Geschichten und Romane für Schüler. Wiesner war Mitglied der Gruppe Olten; nach deren Auflösung trat er in die Schriftstellervereinigung Autorinnen und Autoren der Schweiz ein.

## Auszeichnungen (Auswahl)
- 1957 Lyrikpreis von Radio Beromünster
- 1968 Förderungspreis der Stiftung Pro Helvetia
- 1973 Gesamtwerkspreis der Schweizerischen Schillerstiftung
- 1980 Literaturpreis des Kantons Baselland

## Werke
- Der innere Wanderer. Gedichte. Bücherfreunde, Basel 1951
- Leichte Boote. Gedichte 1954–1957. Eirene, Küsnacht/Zürich 1958
- Lakonische Zeilen. Mit Zeichnungen von Celestino Piatti. Piper, München 1965, ohne ISBN
  - Neuausgabe: Lenos (Litprint 57), Basel 1981
  - Sonderausgabe Band 1 und 2: Lenos, Basel 2015, ISBN 978-3-85787-461-1
- Lapidare Geschichten. Mit Zeichnungen von Celestino Piatti. Piper, München 1967
- Schauplätze. Eine Chronik. Roman. Diogenes, Zürich 1969
  - Neuausgabe: Lenos (Pocket 55), Basel 2000, ISBN 3-85787-655-7
- Rico. Ein Fall. Bericht. Lenos (Litprint 98), Basel 1970
- Die Kehrseite der Medaille. Neue lakonische Zeilen. Mit Zeichnungen von Celestino Piatti. Piper, München 1972, ISBN 3-492-01966-8
- Notennot. Schulgeschichten. Lenos (Litprint 91), Basel 1973
- Der Jass. Theaterstück. Diogenes, Zürich 1973 (Uraufführung 1971 in Basel[2])
- Das Dankschreiben. Roman. Lenos (Litprint 72), Basel 1975
- Das verwandelte Land. Ein Lesebuch. Kommission Lüdin, Liestal 1977
- Der Riese am Tisch. Lenos, Basel 1979
  - Neuausgabe: Lenos (Pocket 25), Basel 1995, ISBN 3-85787-625-5
- Heinrich Wiesners Kürzestgeschichten. Lenos (Litprint 49), Basel 1980
- Der Mann vom Mond. Schweizerisches Jugendschriftenwerk (SJW 1542), Zürich 1980
- Welcher Gott denn ist tot. Lenos (Litprint 30), Basel 1984, ISBN 3-85787-125-3
- Neue Kürzestgeschichten. Nebelspalter, Rorschach 1985
- Jaromir bei den Rittern. Schülerroman. Zytglogge, Gümligen 1987, ISBN 3-7296-0281-0
- Iseblitz. Der Waldfuchs, der zum Stadtfuchs wurde. Schülerroman. Zytglogge, Gümligen 1989, ISBN 3-7296-0311-6
- Jaromir in einer mittelalterlichen Stadt. Schülerroman. Zytglogge, Gümligen 1990, ISBN 3-7296-0360-4
- Die würdige Greisin. Roman. Lenos, Basel 1992, ISBN 3-85787-217-9
- Der längste Karfreitag. Geschichten vom Lande. Lenos, Basel 1995, ISBN 3-85787-247-0
- Leichte Boote. Gedichte (mit Farbholzschnitten von Ruedi Pfirter). Heinzelmann & Kunz, Liestal 1996
- Wolfmädchen. Kinder-Roman. Zytglogge, Gümligen 1998, ISBN 3-7296-0573-9
- Die Menschen, die Dinge. Lesebuchgeschichten. Lenos, Basel 2000, ISBN 3-85787-296-9
- Jaromir bei den Mammutjägern. Schülerroman. Zytglogge, Gümligen 2000, ISBN 3-7296-0608-5
- Hase Hoppel & Igel Isidor. Zwei Tiergeschichten. Zytglogge, Oberhofen 2007, ISBN 3-7296-0729-4